# Племетина
Племетина је насеље у општини Обилић на Косову и Метохији. Атар насеља се налази на територији катастарске општине Племетина површине 573 ha.

## Карактеристике села
Становништво почиње да долази у ово село после Првог светског рата и то већином из централне Србије. Становништво у овом селу се претежно бави пољопривредом (узгаја се кукуруз, пшеница...) а мали део и сточарством. У селу нема староседелаца.

## Порекло становништва по родовима
Подаци о пореклу становништва из 1934. године.
Српски родови
Живићи (5 кућа, Св. Георгије). Досељени средином 19. века из Слаковца надомак Самодрежке Цркве у 1964, Отац Миломир, деца Милодраг и Живојин. Даља старина им је из Црне Горе.
- Дицићи (2 к., Св. Петка), досељеници непознатог порекла.
- Начићи (6 к., Св. Врачи). Досељени почетком 19. века из Бајчине у Лабу. Појасеви у 1934. од досељења: Филип, Петар, Дана, Стојко (70 година). Око 1905. од овог рода су се иселиле две куће у Топлицу у село Прекодим.
- Ивановићи (4 к., Св. Никола). Претка им око 1820. „пропудија“ господар са чифлика у Новом Селу Мађунском.
- Маљоци (5 к., Св. Петка). Пресељени из Лесковчића око 1830. Даља старина им је у Старом Колашину.
- Ковачани (4 к., Св. Врачи). Пресељени из Ковачице око 1840.
- Божићи (2 к., Св. Петка). Пресељени из Драговца средином 19. века.

Роми православни
- Јанићијевић (1 к., Св. Василије). Пресељен 1910. из В. Алаша.

Роми муслимани
- Куртићи (5 к.) и Скендеровић (5 к.). Давно су насељени у селу. Надничари су.

Албански мухаџири
- Рашиц (1 к.), од фиса Шаље, Ђемниц (8 к.), од фиса Сопа, братства Маврића.
- Бацалије (3 к.), од фиса Краснића и Планалије (6 к.), од фиса Тсача. Досељени 1878. као мухаџири из Рашице, Ђемнице, Баце и В. Плане у Топлици. Последњи (Планалије) даљу старину знају у Ђаковачким Рекама („Вокши Ђаковец“).

Колонисти
- Анђелковићи (2 к.), Попићи (1 к.) и Јовановић (1 к.). Досељени из Жупе Александровачке 1928, први из Злегиње, а друга два из Ступање.
- Трипковић (1 к.), досељен 1920. као аутоколониста из Брешничића у Топлици.

## Демографија
Насеље има српску етничку већину.
| Година       | 1948 | 1953 | 1961 | 1971 | 1981 | 1991 |
| ------------ | ---- | ---- | ---- | ---- | ---- | ---- |
| Становништво | 656  | 754  | 929  | 1203 | 1593 | 1840 |

|  |